# Château de Sancé
Le château de Sancé est un château situé sur la commune de Baugé-en-Anjou, en France.

## Localisation
Le château se trouve le territoire de l'ancienne commune de Saint-Martin-d'Arcé, à environ 5,3 km au Nord du bourg de Baugé.

## Historique
L'édifice est classé et inscrit au titre des monuments historiques en 1964.